# Trận Langensalza (1866)
Trận Langensalza là một hoạt động quân sự trong cuộc Chiến tranh nước Đức năm 1866, đã diễn ra vào ngày 27 tháng 6 năm 1866 gần Bad Langensalza tại nước Đức ngày nay, giữa quân đội Phổ và quân đội Hannover.
Trong khi quân đội Phổ xâm chiếm xứ Böhmen, một viên tướng Phổ là Eduard Vogel von Falckenstein đã xua quân tiến công xứ Hannover – đồng minh của người Áo trong cuộc chiến tranh năm 1866. Với ưu thế vượt trội về mặt quân số, lực lượng của Hannover dưới quyền tổng chỉ huy của vua Georg V đã bẻ gãy hoàn toàn một cuộc tấn công của một lữ đoàn quân Phổ dưới quyền chỉ huy của Thiếu tướng Edouard von Flies, buộc lực lượng của Phổ phải rút chạy trong hỗn loạn về Gotha. Trận đánh đã mang lại thiệt hại cho cả hai phía, trong đó thiệt hại của người Hannover chủ yếu là do súng trường nạp hậu Dreyse của các lực lượng Phổ gây nên. Bất chấp thắng lợi của mình, vua Georg V và quân đội Hannover không có sự lựa chọn chiến lược nào sau trận chiến. Trong khi đó, chỉ vào ngày hôm sau trận chiến, toàn bộ lực lượng thuộc Binh đoàn phía Tây của Phổ dưới quyền tổng tư lệnh Von Falckenstein đã kéo đến. Quân Hannover lúc này đã cạn kiệt lương thảo và đạn dược, đồng thời không thể hội quân với đồng minh của họ là người Bayern về hướng nam, nên phải đầu hàng quân đội Phổ vào ngày 29 tháng 6 năm 1866. Sau thắng lợi quyết định tại Hannover, tướng Falckenstein đã tiến đánh xứ Bayern với thắng lợi. Cuộc đầu hàng của người Hannover đã đánh dấu sự tan rã của Quân đội Hannover và việc sáp nhập Hannover vào Vương quốc Phổ đang trỗi dậy, qua đó góp phần thống nhất nước Đức thành một quốc gia dân tộc hiện đại.
Cuộc tiến công của tướng Flies trong trận Langensalza được xem là một trong những đợt tấn công phi nghĩa nhất trong lịch sử quân sự. Cũng giống sự chỉ huy quyết liệt của tướng Karl von Steinmetz – tư lệnh Binh đoàn thứ nhất trong cuộc Chiến tranh Pháp-Phổ năm 1870 đã gần như làm hỏng toàn kế hoạch của Bộ Tổng tham mưu Phổ, hoặc sự bất tuân của tướng Đức Hermann von François trong Chiến dịch Đông Phổ năm 1914 hầu như là làm đảo ngược tình hình chiến cục, ngày nay trận chiến tại Langensalza gần như bị quên lãng. Nhưng, các sự kiện nêu trên cho thấy sự táo bạo, liều lĩnh trong truyền thống quân sự Phổ – Đức, trái ngược với sự thâm sâu của các nhà chiến lược như Karl von Clausewitz, Helmuth von Moltke Lớn hay Alfred von Schlieffen. Nhà sử học quân sự Hoa Kỳ Robert M. Citino cho rằng trận đánh Langensalza là một truyền thống của Phổ.

## Sau trận chiến
Phần lớn các nhà sử học xem trận chiến này là một cuộc giao tranh phi nghĩa. Trận Langensalza đã đưa quân đội Phổ đến bờ vực thảm họa trong chiến dịch Hannover. Lữ đoàn của tướng Flies đã bị loại khỏi vòng chiến tại Langensalza và điều này có thể mở một con đường cho quân đội Hannover trốn thoát. Tuy nhiên, trận đánh cũng cung cấp đủ thời gian cho các đạo quân của Phổ từ phía bắc và phía nam liên kết với nhau tại chiến trường Langensalza, và cuối cùng đã buộc xứ Hannover phải đầu hàng.
Sau khi đầu hàng các lực lượng của Phổ, vua Georg V và thái tử con ông được phép sang Áo, trong khi binh lính của ông được phép trở về quê nhà. Chiến thắng sau cùng trong trận Langensalza cũng mang lại cho quân đội Phổ một số lượng tiếp tế khổng lồ. Trận Langensalza là một khía cạnh quan trọng cuộc Chiến tranh Áo-Phổ, vì nó dẫn đến sự chiếm đóng mau lẹ của người Phổ đối với Hannover, vừa gây bất ngờ cho người Áo và vừa giáng một đòn mạnh vào vị thế của họ trong cuộc chiến. Trong cùng thời điểm của chiến dịch tấn công Hannover, quân đội Phổ cũng đánh chiếm nhanh chóng xứ Kassel và Sachsen. Toàn bộ các tiểu quốc này có thể huy động hơn 10 vạn quân tinh nhuệ để hỗ trợ cho người Áo, nhưng tất cả họ đều bị tiêu diệt trước khi có thể hợp nhất với nhau để chiến đấu với người Phổ. Nếu như phía Hannover đã hội quân được với các đồng minh khác bên phía Áo, cuộc Chiến tranh Áo-Phổ có thể sẽ diễn biến khác hẳn.
Ngoài ra, một di sản lâu dài khác của trận Langensalza là việc nhân viên y tế sử dụng "Chữ Thập đỏ".